# Jägerhaus (Haldensleben)

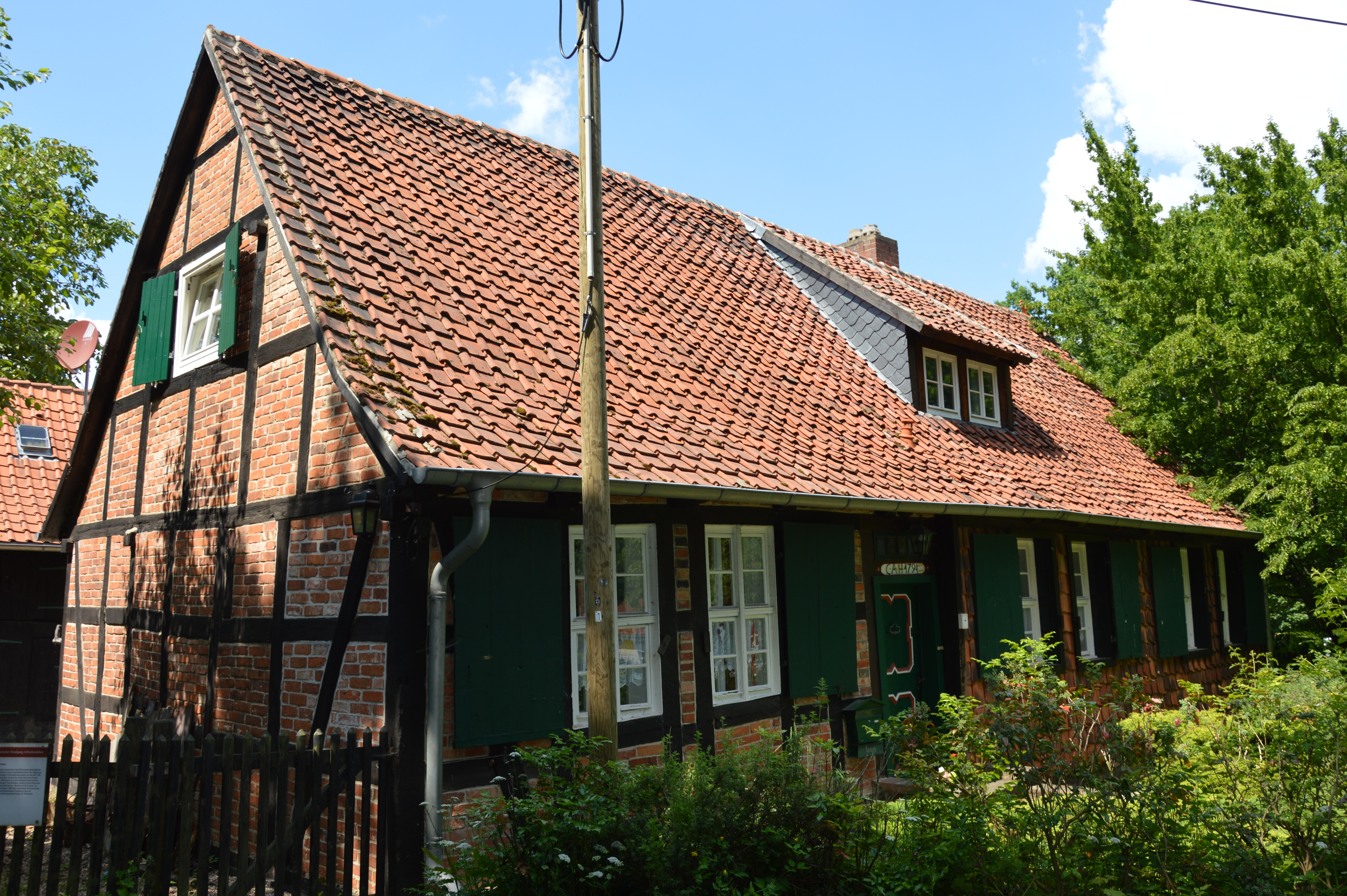
Jägerhaus, 2016

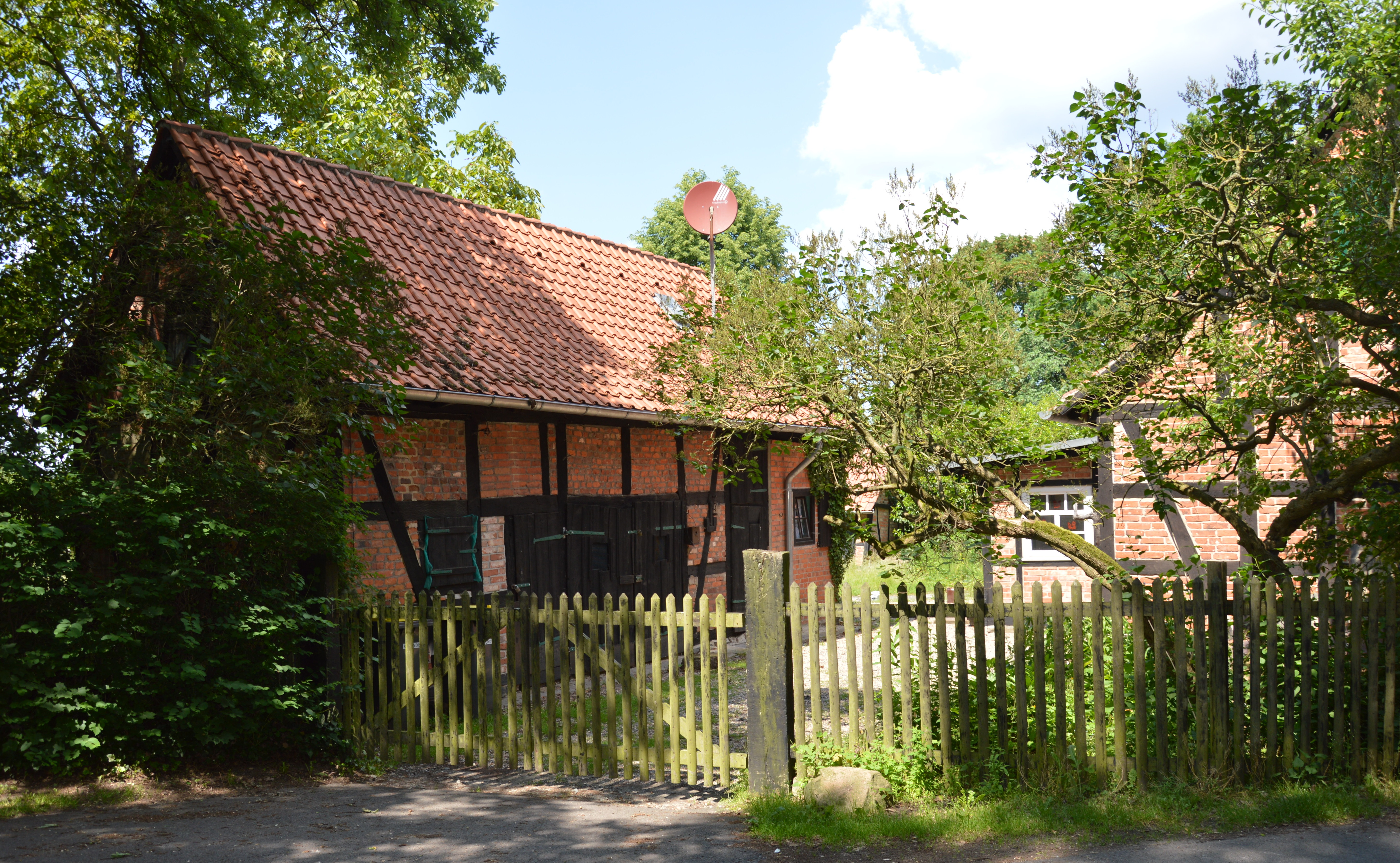
Hof

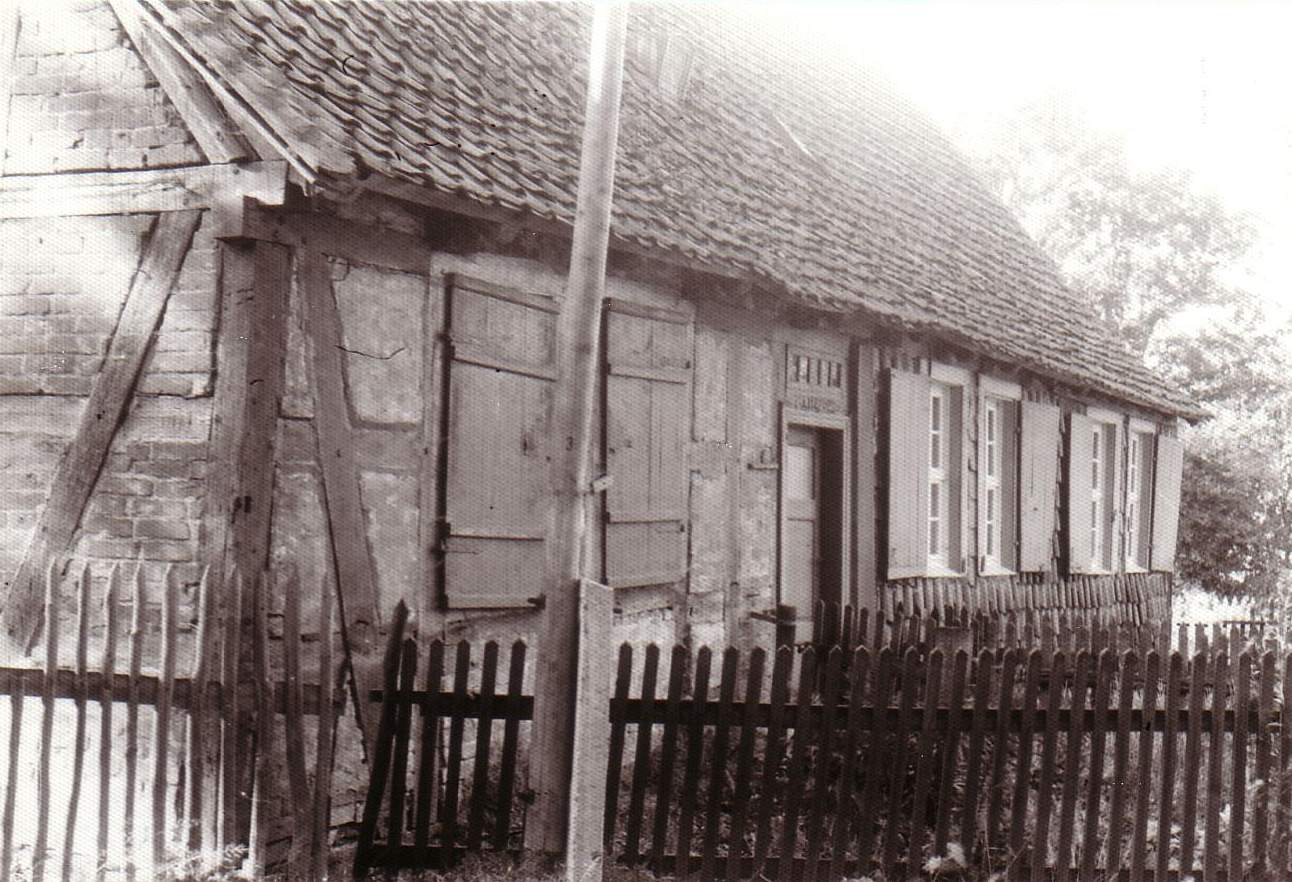
Jägerhaus um 1980

Das Jägerhaus ist ein denkmalgeschütztes ehemaliges Forsthaus im Ortsteil Althaldensleben der Stadt Haldensleben in Sachsen-Anhalt.

## Lage
Es befindet sich an der Adresse Lindenallee 1 westlich der Kreuzung von Waldstraße, Lindenallee und der Straße Am Klosterpark, am nordöstlichen Rand des Landschaftsparks Althaldensleben-Hundisburg. Südlich des Hauses führt die Straße Am Klosterpark entlang, auf deren anderer Straßenseite sich der Friedhof der Familie Nathusius befindet.

## Architektur und Geschichte
Das eingeschossige Wohnhaus wurde im Jahr 1791, nach anderen Angaben 1794, in Fachwerkbauweise errichtet. Es befand sich zur Bauzeit am damaligen Beginn des Klosterwalds. Die Gefache sind mit Ziegeln ausgemauert. Zum Teil besteht ein Ziegelbehang aus Krempern. Fenster und Fensterläden befinden sich noch in einem ursprünglichen Zustand. Das Gebäude ist teilunterkellert. Der Keller diente ursprünglich als Wildkeller. Im 19. Jahrhundert wurde das Wohnhaus nach Norden erweitert. Nachdem im Jahr 1893 die Familie Nathusius das Gut verkaufte, gelangte das Jägerhaus an die Nathusius’sche Friedhofstiftung. Den Bewohnern des Hauses oblag die Pflege des benachbarten Familienfriedhofs.
Die Nachfahren der Familie von Nathusius veranlassten eine denkmalgerechte Rekonstruktion des Anwesens, die 1995 abgeschlossen war. Der Zentralverband des Deutschen Handwerks zeichnete die Sanierung mit dem Bundespreis für Handwerk in der Denkmalpflege 1996 (3. Preis) aus.
Zum Grundstück gehören auch weitere Wirtschaftsbauten und ein Garten.
Im Denkmalverzeichnis des Landes Sachsen-Anhalt ist das Forsthaus unter der Erfassungsnummer 094 84399 als Baudenkmal eingetragen.